# Montataire
Montataire – miejscowość i gmina we Francji, w regionie Hauts-de-France, w departamencie Oise.
Według danych na rok 1990 gminę zamieszkiwały 12 353 osoby, a gęstość zaludnienia wynosiła 1159 osób/km² (wśród 2293 gmin Pikardii Montataire plasuje się na 15 miejscu pod względem liczby ludności, natomiast pod względem powierzchni na miejscu 407).